# Tarbíkovití
Tarbíkovití (Dipodidae) je čeleď menších až středně velkých hlodavců z podřádu myšovců (Myomorpha), kam kromě tarbíkovitých patří i myšovití hlodavci (Muroidea). Zahrnuje 16 recentních rodů s celkem 51 druhy. Ty lze podle vnějšího vzhledu rozdělit do dvou skupin: myším podobné myšivky a tarbíky s výrazně prodlouženýma zadníma nohama.
Vyskytují se v mírných podnebných pásech Evropy a Asie a Severní Ameriky a v pouštních a polopouštních oblastech severní Afriky a na Blízkém východě v Asii. Obecně se živí semeny trav, hlízami nebo i jinými částmi rostlin a někdy i hmyzem, i když v potravě jsou značné rozdíly. Většinou jde o noční zvířata, která přečkávají den ve vyhrabaných norách.

## Výskyt
Vyskytují se od střední Evropy po jihovýchodní Sibiř a Čínu, jižněji pak v severní Africe až po jihozápadní a Střední Asii. Žijí i na většině území Kanady a USA.
Tarbíci a frčci žijí v pouštích a polopouštích nebo stepích; myšivky v houštinách, lesích a na loukách, ale i v bažinách.

## Taxonomie
Známí tarbíkovití se seskupují do 7 podčeledí:
podčeleď Sicistinae – myšivky krátkonohé
- jediný rod Sicista – myšivka – 13 druhů žijících od střední Evropy, přes Rusko, Kavkaz, severní Čínu až po ostrov Sachalin; z nich myšivka horská (Sicista betulina) žije i v Česku,

podčeleď Cardiocraniinae – tarbíčci krátkouší
- rody Cardiocranius, Salpingotus a Salpingotulus – 7 druhů od Kazachstánu přes Sibiř, Mongolsko po severní Čínu a až po Tibet a Pákistán na jihu,

podčeleď Dipodinae – tarbíci
- rody Dipus, Eremodipus, Jaculus a Stylodipus – 9 druhů vyskytujících se v pruhu od Ukrajiny přes Kavkaz a severní Írán až po Mandžusko; v Africe pak od Senegalu přes Maroko až po Somálsko na jihu,

podčeleď Allactaginae – frčkové
- rody Allactaga, Allactodipus a Pygeretmus – 15 druhů žijících od východního Turecka po čínské Vnitřní Mongolsko; v Africe žijí v Libyi a Egyptě,

podčeleď Euchoreutinae – tarbíčci dlouhouší
- jediný rod Euchoreutes – 1 druh vyskytující se na hranici Číny a Mongolska,

podčeleď Paradipodinae – frčíkové
- jediný rod Paradipus – 1 druh žijící od Kazachstánu po Turkmenistán,

podčeleď Zapodinae – myšivky dlouhonohé
- rody Eozapus, Napaeozapus a Zapus – 5 druhů žijící v Severní Americe od jižní Aljašky přes západní Kanadu po západ, jihozápad a jihovýchod USA; v Asii žije ve střední Číně.

Někteří autoři neuznávají samostatnou podčeleď Paradipodinae a rod Paradipus zařazují do podčeledi Dipodinae.
Myšivky dlouhonohé a krátkonohé vystupují v novějších systémech spíše na úrovni samostatných čeledí Zapodidae a Sminthidae.

## Vzhled
Tarbíkovití jsou malí až středně velcí hlodavci. Mají dlouhý ocas a prodloužené zadní nohy. Vzhledově je však jde rozdělit na dvě skupiny:
- u myšivek podčeledi Zapodinae není toto prodloužení nohou výrazné;[6] myšivky rodu Sicista, kam patří i v Česku roztroušeně žijící myšivka horská, nemají nohy prodloužené vůbec,[7]
- naopak u tarbíků a frčků (podčeledi Cardiocraniinae, Dipodinae, Allactaginae, Euchoreutinae a Paradipodinae) se zadní nohy prodloužily výrazně. Odlišují se tím od všech dalších hlodavců, i když např. vzdáleně příbuzné tarbíkomyši je mají také výrazně delší.

U tarbíkovitých hlodavců je výrazný rozdíl ve velikosti jednotlivých druhů: délka jejich těla je v rozmezí 36–263 mm, ocas měří 65–308 mm, zadní nohy 14–98 mm. Váží od 6 do 420 g. Myšivky mají srst hrubší, tarbíci a frčci naopak hladkou až sametovou. Jsou zbarveni do béžova až světle hněda; odstín obvykle odpovídá podkladu, na kterém se jednotlivé druhy pohybují. Oči a uši jsou velké.
Přední nohy slouží k uchopování a zpracování potravy. Mají obvykle pět prstů. Oproti tomu na zadních nohách se prsty často zredukovaly jen na tři nebo prostřední tři prsty srostly.
Dlouhý ocas mívá především u tarbíků a frčků na konci štětečku chlupů. Slouží jako kormidlo při dlouhých skocích, kterými se tyto druhy pohybují. Při nebezpečí jsou schopni skoků dlouhých až 3 m.

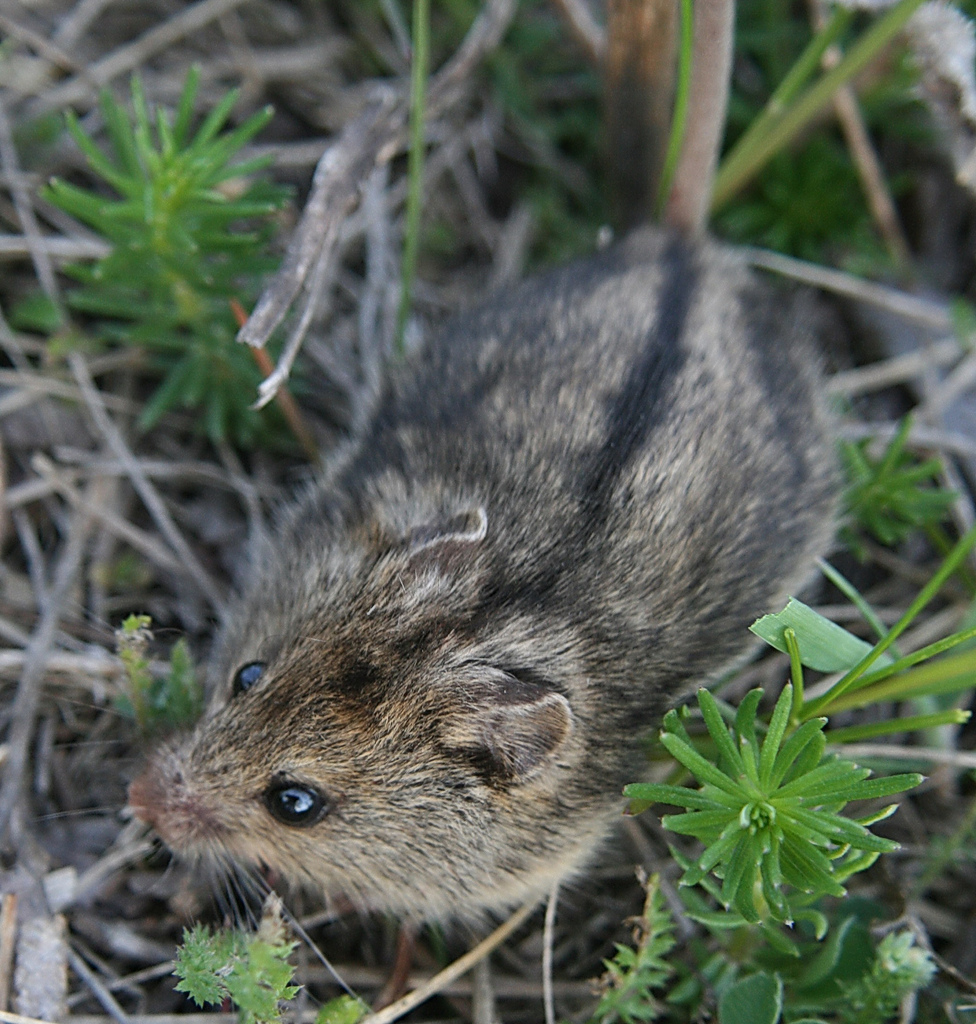
Myšivka stepní (Sicista subtilis)

Mají 16–18 zubů, jejich zubní vzorec je
- 1.0.0-1.3
- 1.0.0.3

Horní řezáky jsou u myšivek čeledi Zaponidae slabě vroubkované, u ostatních čeledí hladké. U některých tarbíků a frčků (podčeledi Cardiocraniinae, Dipodinae a Paradipodinae) jsou krční obratle srostlé. Samice mívají 4 páry bradavek.

## Způsob života
- Myšivky se vyskytují v chladném i mírném pásmu Evropy, Asie a Severní Ameriky. Obývají houštiny, lesy a louky, ale i bažiny. K úkrytu využívají spadlé kmeny nebo podzemní nory, které si buď staví samy, nebo obsadí vhodné nory jiných zvířat.[2] Úkryty budují skrytě; nevyskytují se u nich hromádky vyhrabané zeminy jako např. u pytlonošů.
Myšivky podčeledi Zapodinae nabírají na podzim na váze a pak upadají na 6–8 měsíců do zimního spánku. Při nebezpečí dokáží členové této podčeledi vyskočit až 2 m do výšky.

- Tarbíci a frčci jsou obecně větší hlodavci.[2] Žijí především v pouštích, polopouštích a stepích. Jsou k tomu dobře přizpůsobeni – tarbíci mají např. mezi prsty zadních nohou chlupy, díky nimž se méně boří do písku.
 Tarbíci si staví podzemní nory, jejichž vchody si při vyšších teplotách ucpávají. Pomáhá jim to udržovat v doupěti přijatelné mikroklima.

Tarbíkovití jsou aktivní především v noci a za soumraku. Obvykle nevydávají žádné zvuky, ale v nebezpečí nebo při vyrušení někdy mručí nebo pronikavě piští. V jednom doupěti žije obecně jen jedno zvíře, s výjimkou samic s mláďaty.
Často mívají více vrhů do roka.

### Potrava
Tarbíkovití se obecně živí především různými semeny trav, hlízami nebo i jinými částmi rostlin. Většina si tento rostlinný jídelníček více nebo méně doplňuje i hmyzem.
- Myšivky kromě toho konzumují i bobule a houby. Oproti dalším druhům běžně pijí.

- U tarbíků a frčků zaujímají v jejich jídelníčku důležitou položku i šťavnaté části místních rostlin. V přírodě zřejmě vůbec nepijí, v zajetí však podle některých údajů ano.[2]

## Stupeň ohrožení

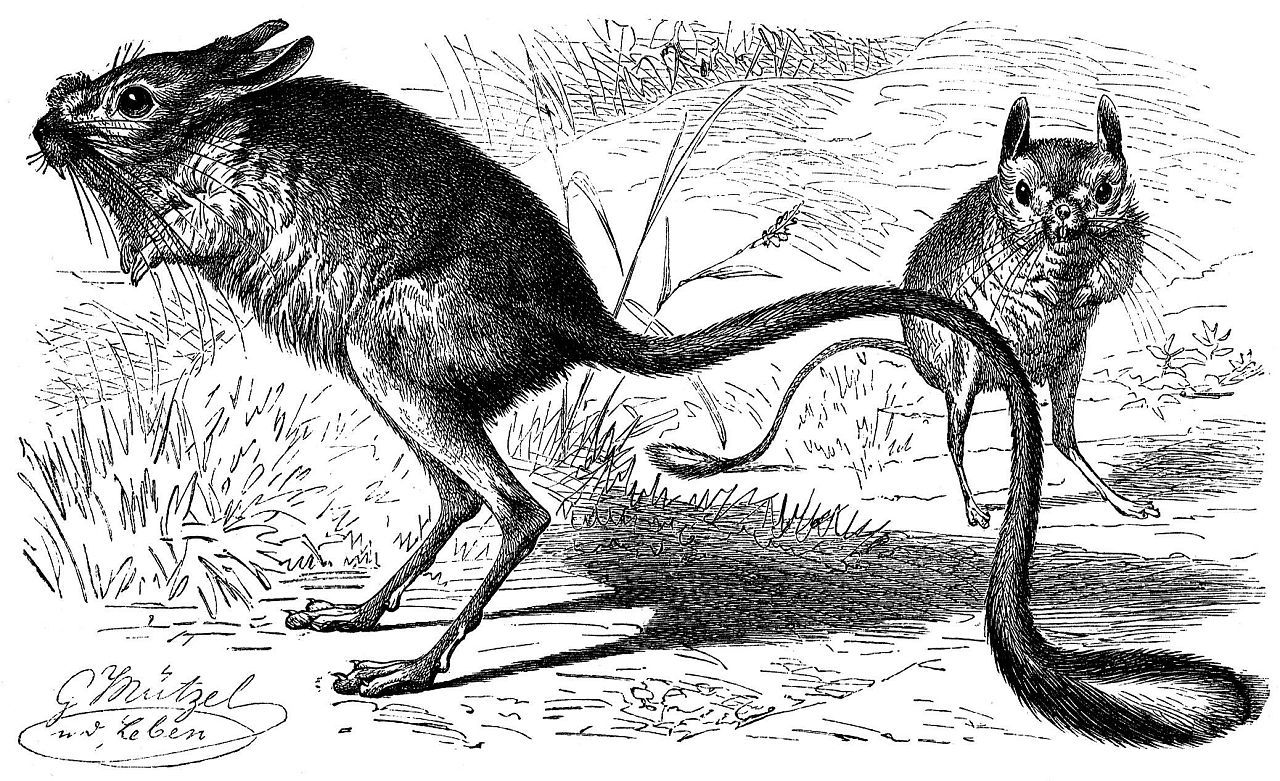
Frček Allactaga major

Většina druhů této čeledi není ohrožena a v červeném seznamu druhů je vyhodnocena jako málo dotčený druh. Někteří tarbíkovití jsou však zařazeny mezi ohrožené nebo téměř ohrožené druhy:
Téměř ohrožené druhy:
- frček dlouhouchý (Allactaga euphratica) obývající Blízký východ – především v Jordánsko, Sýrii, Irák a sever Saúdské Arábie,[8]
- frček Vinogradovův (Allactaga vinogradovi) žijící na hranicích Kazachstánu a Kyrgyzstánu a na malém území v Uzbekistánu,[9]
- frček tlustoocasý (Pygeretmus shitkovi) vyskytující se v okolí jezera Balchaš v Kazachstánu,[10]
- myšivka kluchorská (Sicista kluchorica) žijící v západní části Kavkazu u hranic Ruska, Abcházie a Gruzie.[11]

Zranitelné druhy:
- frček čtyřprstý (Allactaga tetradactyla) obývající středomořské pobřeží Egypta a Libye,[12]
- myšivka kavkazská (Sicista caucasica) vyskytující se v západní části Kavkazu na hranicích Ruska a Abcházie.[13]

Ohrožené druhy:
- myšivka arménská (Sicista armenica) obývající malé území severně od Jerevanu v Arménii.[14] Druh je znám pouze z několika nálezů na horských pasekách na horní hranici lesa. Hlavním nebezpečím je likvidace místních vysokých travních porostů.
- myšivka gruzínská (Sicista kazbegica) žijící na hranicích Gruzie a Ruska poblíž Jižní Osetie na horských loukách v zóně od 1500 do 2300 m n. m.[15] Druh je v Gruzii vzácný, ale v Rusku místy běžný. Hlavním nebezpečím je likvidace vysokých travních porostů (spásání dobytkem) a někde i sečením těchto porostů pro zemědělské účely.